# Åke E. Lindqvist
Åke Evald Lindqvist, född 7 februari 1914 i Folkärna, död 16 september 1987 i Gnesta, var en svensk arkitekt.

## Biografi
Åke Lindqvist var son till målarmästare J. Albin Lindqvist och Anna, född Gustafsson. Han avlade studentexamen i Örebro 1934, utexaminerades 1939 från Kungliga Tekniska högskolan och 1943 från Kungliga Konsthögskolan. Från 1944 bedrev Lindqvist egen arkitektverksamhet i Stockholm. Han ritade bland annat ett flertal offentliga byggnader runt om i Sverige, som skolbyggnader, simhallar och ålderdomshem.
Lindqvist var Unescos expert vid nybygget av Damaskus universitet i Syrien 1959–1960, visiting critic på arkitekturavdelningen vid University of Illinois och visiting professor 1961.
Åke Lindqvist var i första äktenskapet gift med Barbro Åström. En son i detta äktenskap är riksmarskalken Svante Lindqvist. Han gifte sedan om sig med Barbro von Rosen, dotter till Reinhold von Rosen. Lindqvist är begravd på Lidingö kyrkogård.

## Verk i urval
- Björkhagens skola (1949)
- Bergshamraskolan (1958), Solna [3]
- Ulriksbergsskolan (1951), Växjö
- Blackebergsskolan (1951), Stockholm
- Unga Örnars fritidsgård "Örnboet" (1955), Stockholm
- Tornhagsskolan (1956), Linköping [4]
- Katedralskolan (1958), Växjö
- Nya Elementar (nuvarande skolbyggnad, 1952), Stockholm
- Riva del Sole (1957), semesterby, Toskana, Italien
- Simhallen (1968), Umeå
- Söderbymalmsskolan (1963), Haninge kommun
- Södertälje tingshus (1965)
- Teknikum (1966), Växjö
- Högdalshallen (1967), Högdalens centrum
- Simhallen (1971), Växjö
- Dragonskolan (1971), Umeå
- Huddingegymnasiet (1973), Huddinge

## Bilder

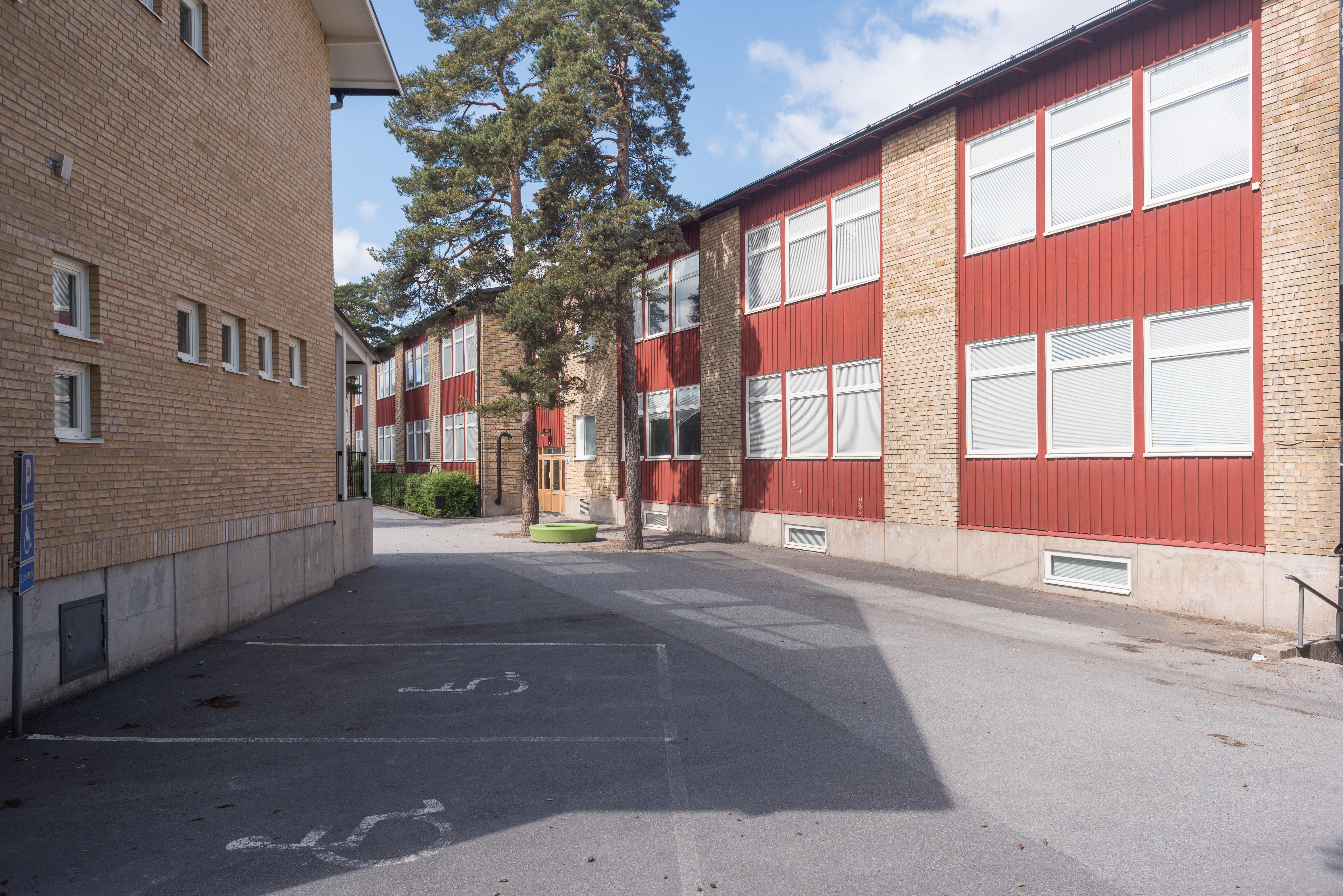
Björkhagens skola (1949), Björkhagen.
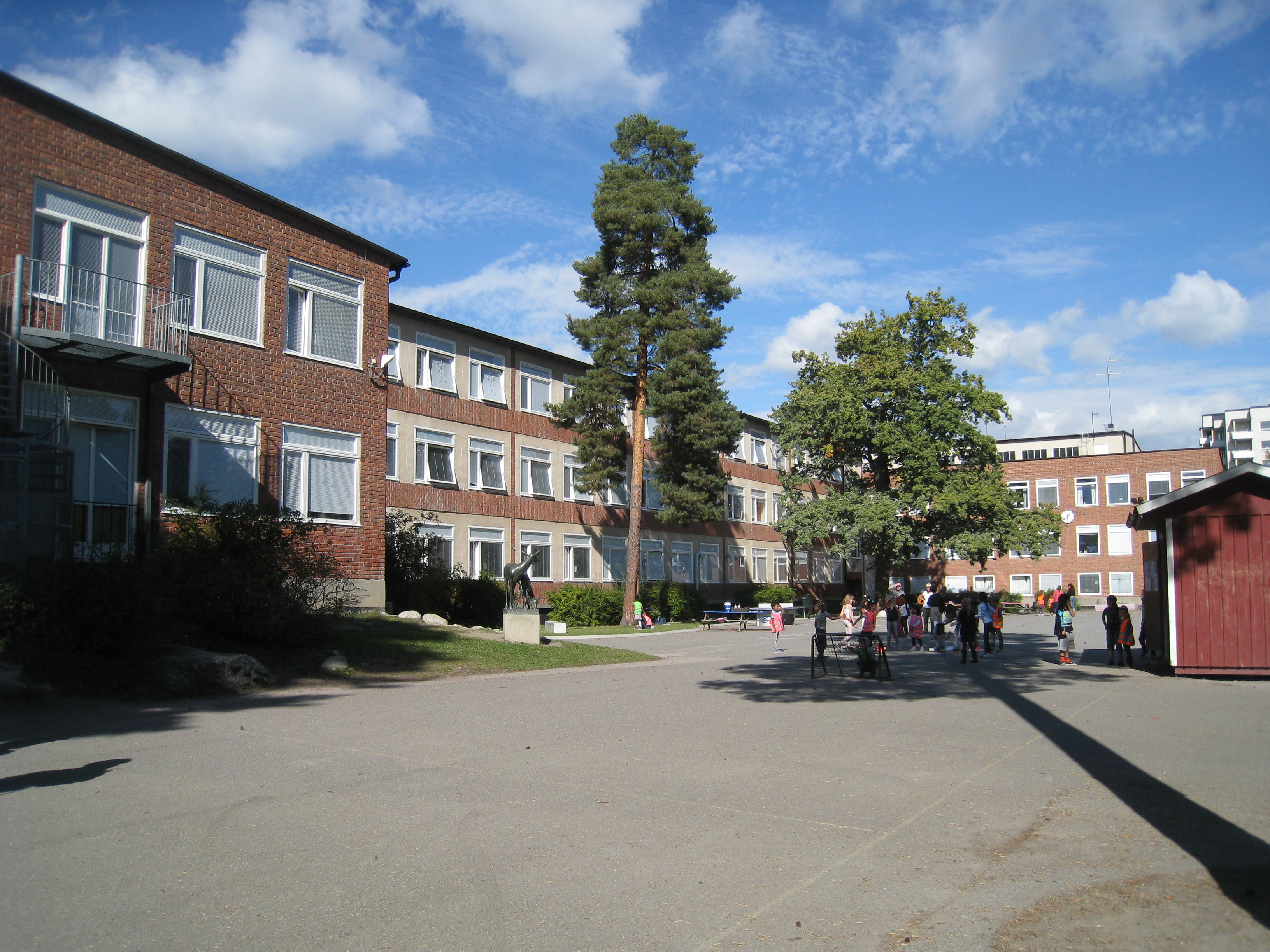
Blackebergsskolan (1951), Bromma
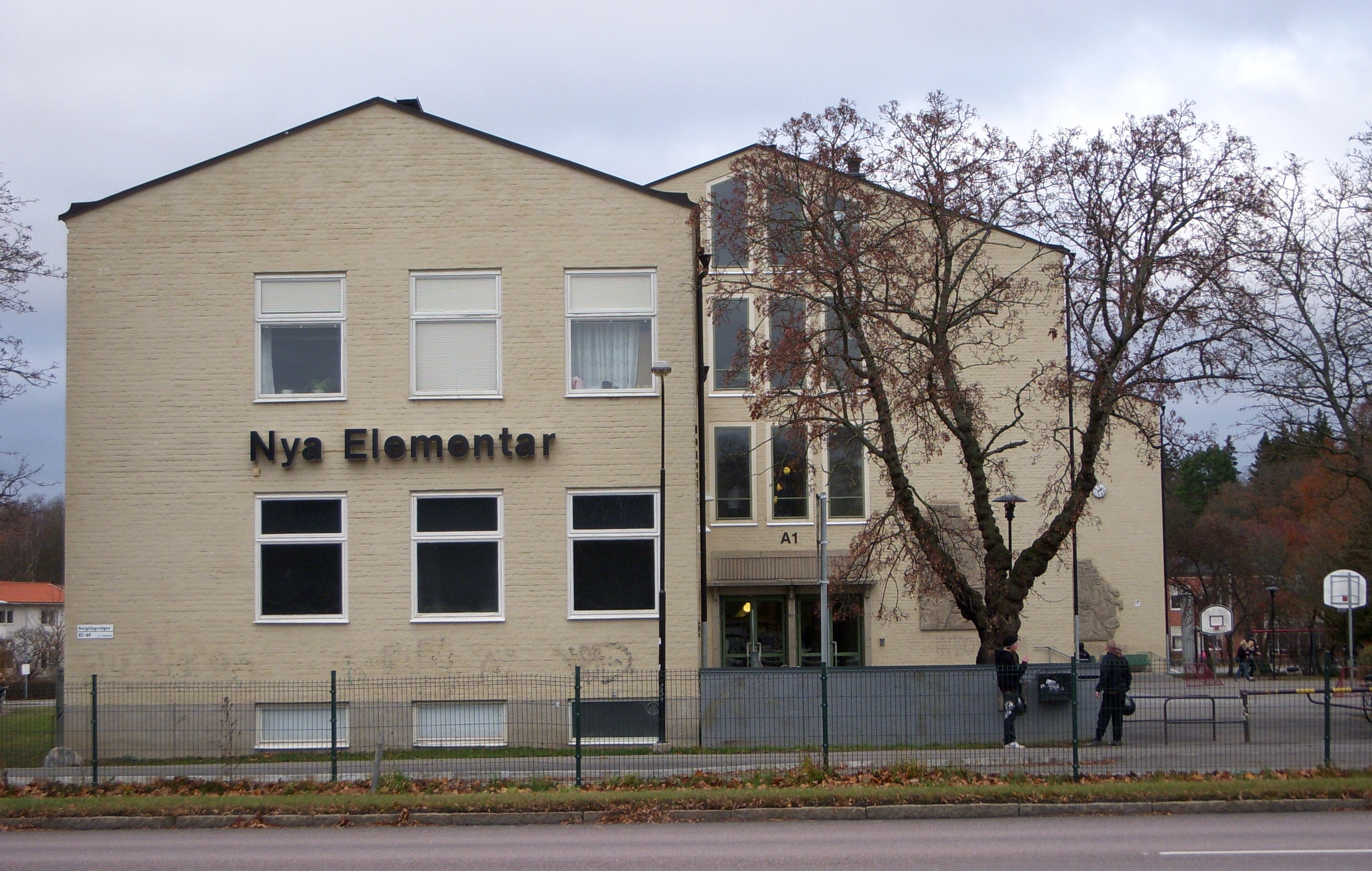
Nya Elementar (1952), Bromma
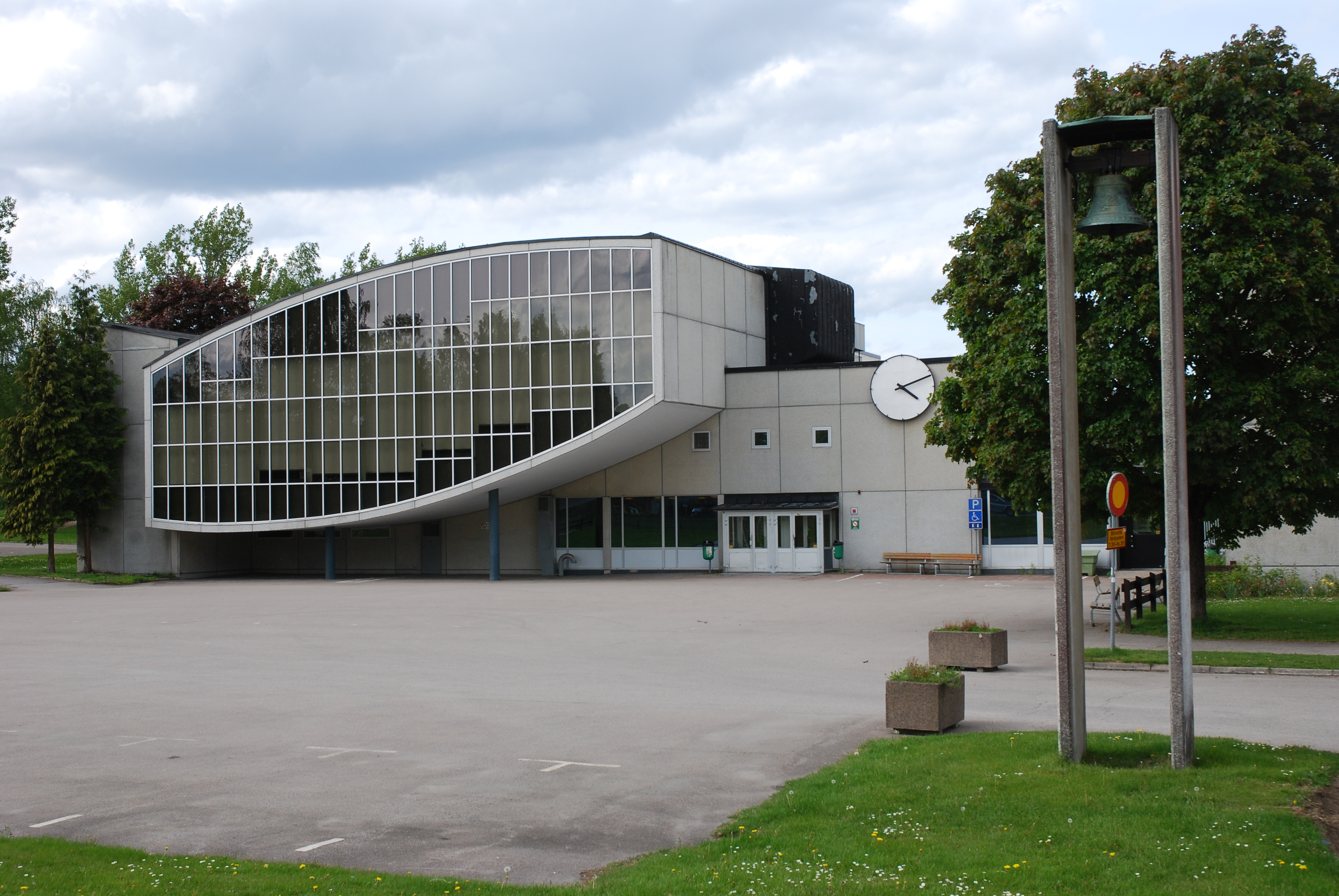
Katedralskolan (1958), Växjö

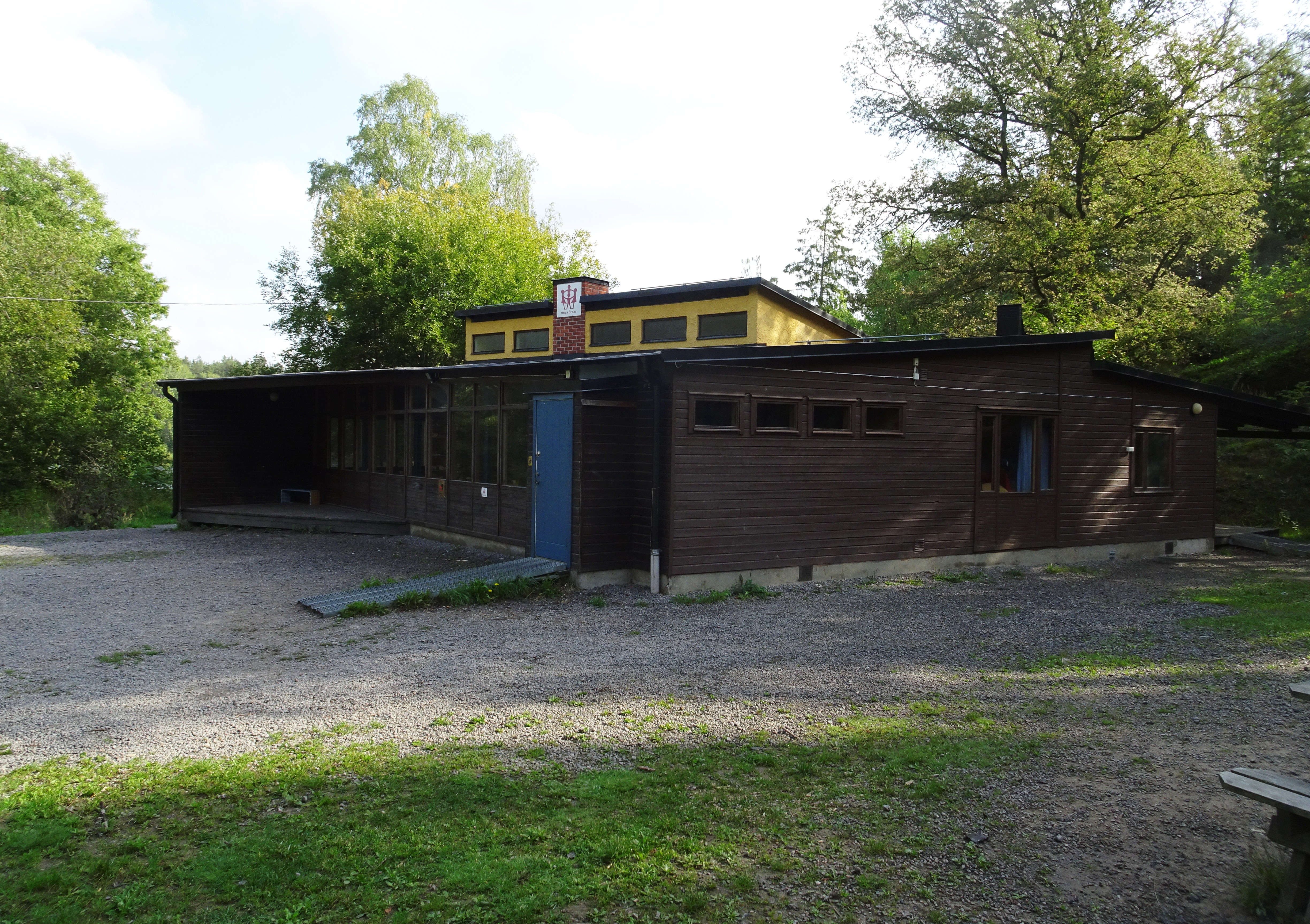
Örnboet (1955), Orhem
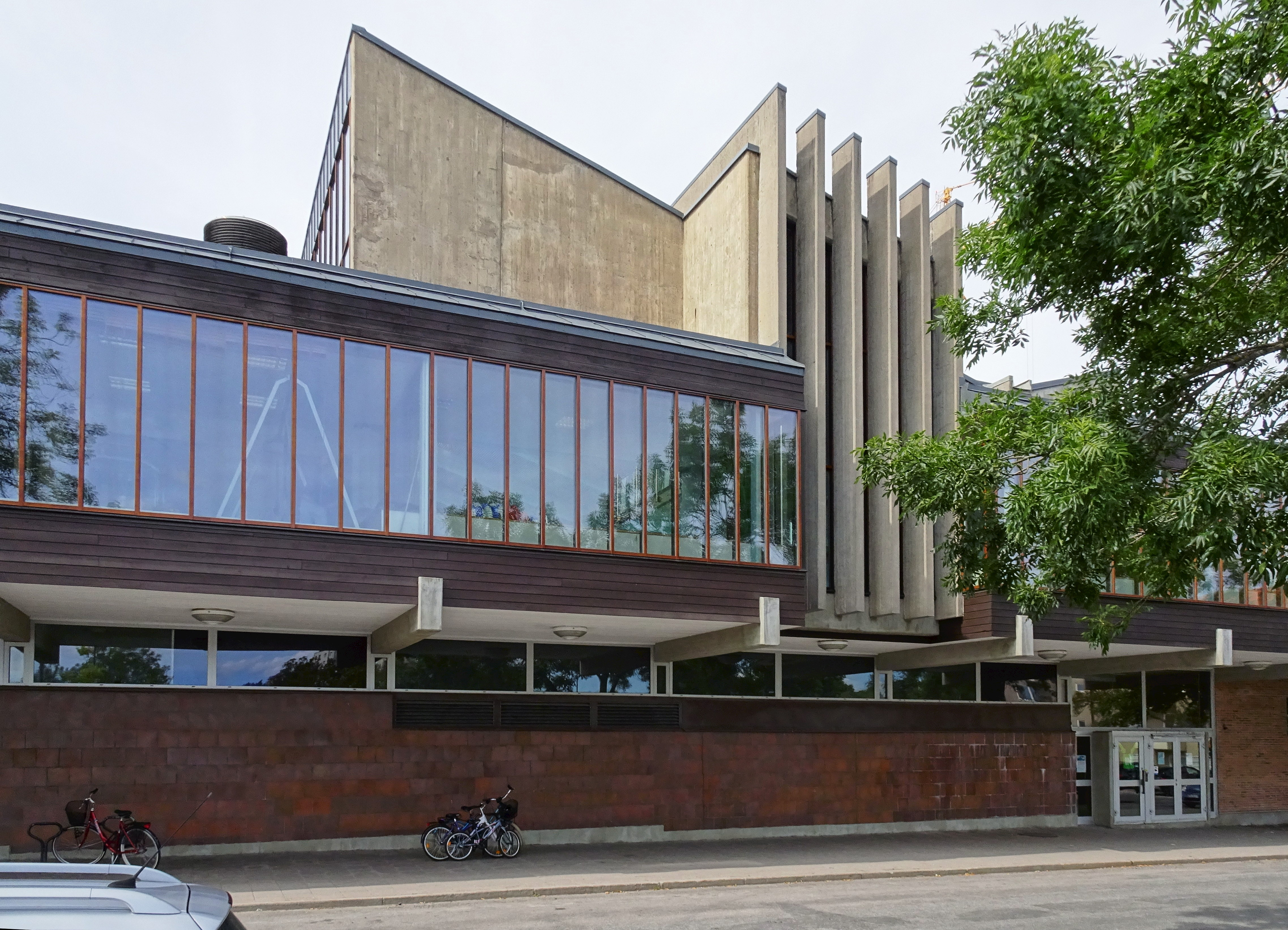
Högdalshallen (1967), Högdalen
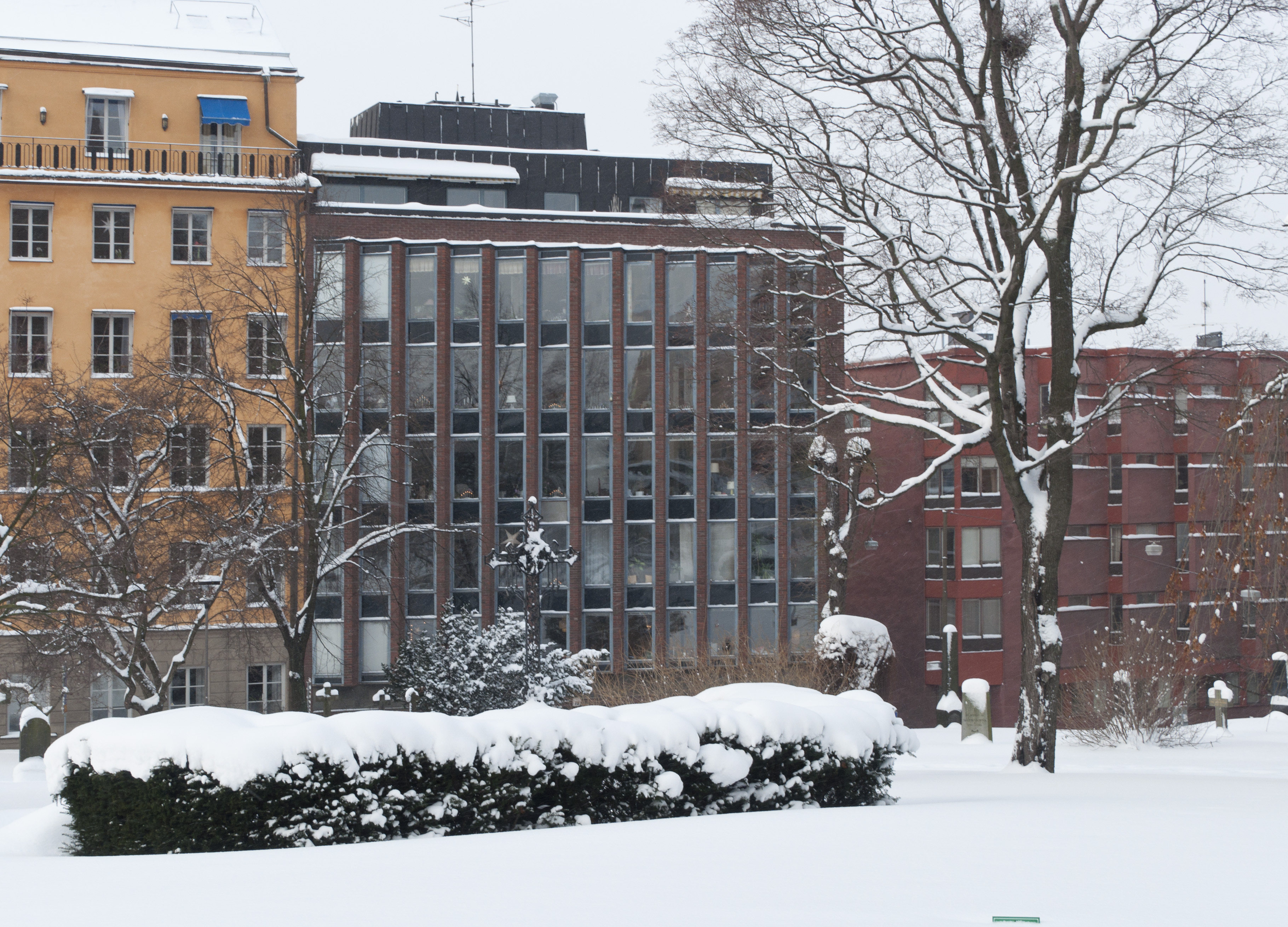
Kontorshus på Döbelnsgatan 15 (1967), Stockholm
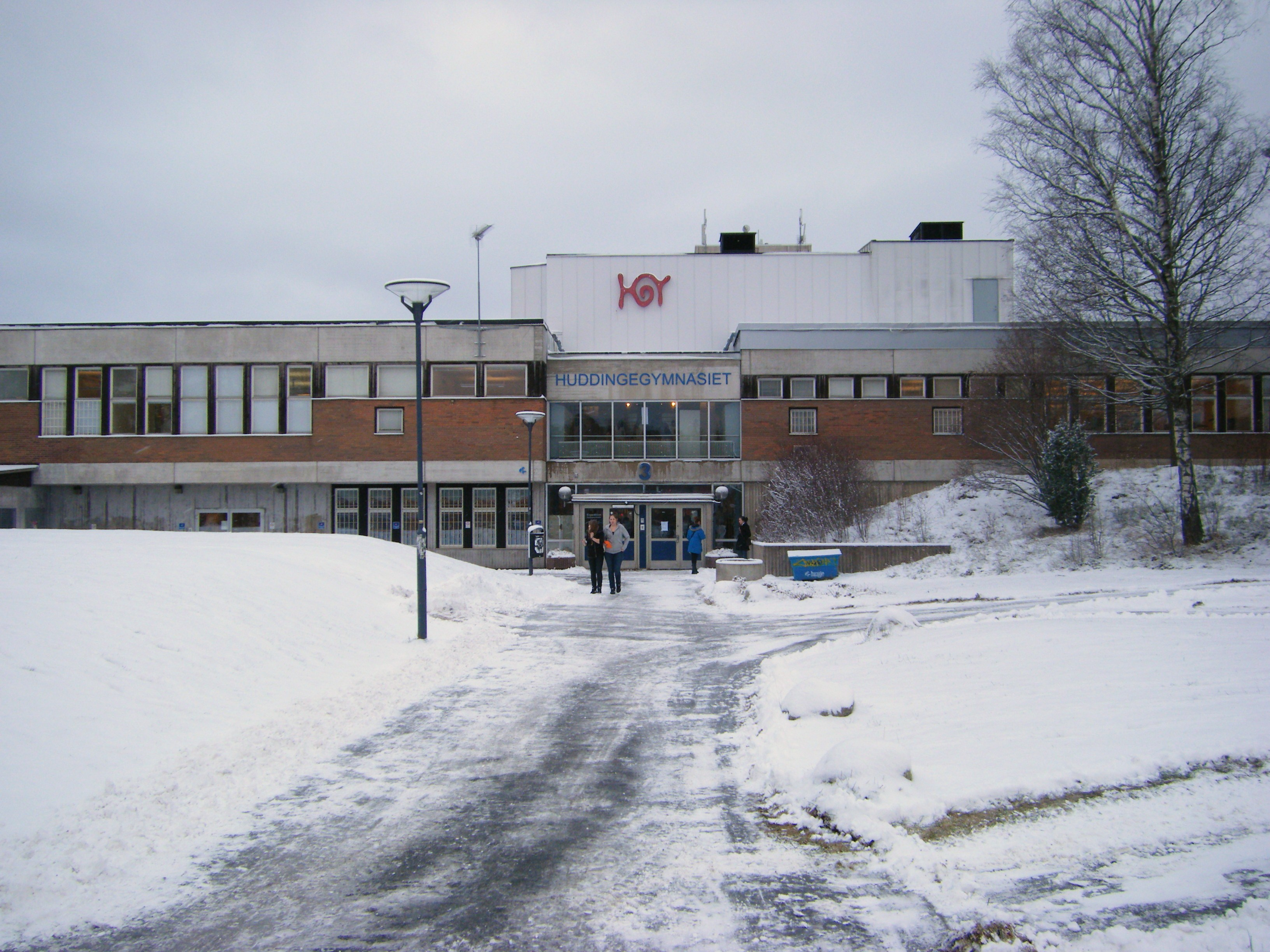
Huddingegymnasiet (1973), Huddinge